# Herrerasaurus
Herrerasaurus foi um dos mais antigos dinossauros. Seu nome significa “lagarto de Herrera”, em homenagem ao rancheiro que descobriu o primeiro espécime. Todos os fósseis conhecidos do dinossauro carnívoro foram encontrados em rochas da era Carniana (Triássico tardio de acordo com o ICS, datado de há aproximadamente 231,4 milhões de anos) na região nordeste da Argentina. O espécie-tipo, Herrerasaurus ischigualastensis, foi descrito por Osvaldo Reig em 1963 e é a única espécie designada do gênero. Ischisaurus e Frenguellisaurus são seus sinônimos.
Durante muitos anos, a classificação do Herrerasaurus permaneceu nebulosa já que o dinossauro só era conhecido por espécimens com restos significativamente fragmentados. Devido a isso ele foi classificado de diferentes maneiras: foi hipotetizado como sendo um terópode basal, um sauropodomorpha basal, um saurisquiano basal, e foi até classificado não como um dinossauro mas como um tipo de arcossauro. Entretanto, com a descoberta em 1988 de um crânio e esqueleto quase completos, o Herrerasaurus vem sendo classificado ou como um terópode recente ou um saurisquiano recente em pelo menos cinco publicações recentes sobre a evolução dos terópodes, com muitos pesquisadores o tratando, tentativamente, como o membro mais primitivo dos Terópoda.
Ele é um membro dos Herrerasauridae, uma família de gênero similar, que está entre um dos mais antigos membros da radiação evolucionária dos dinossauros.

## Descrição

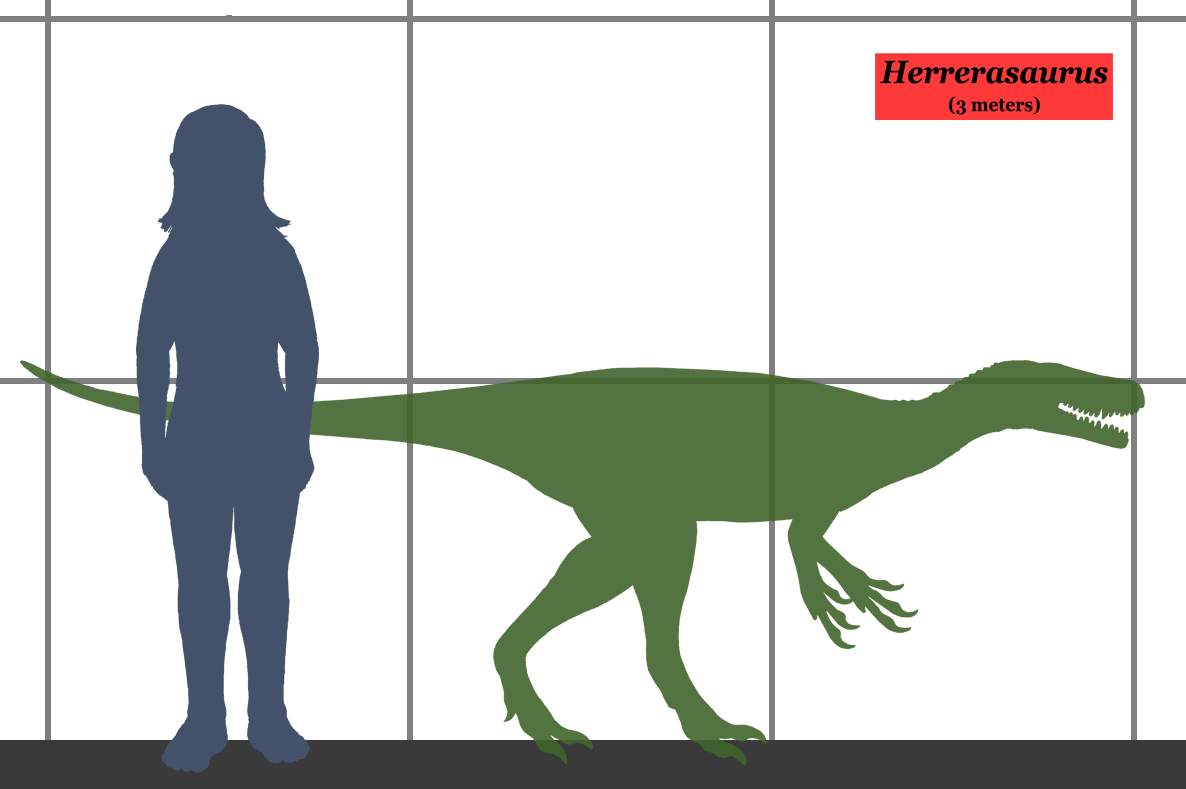
Tamanho de um Herrerasaurus comparado a um humano

Herrerasaurus era um bípede carnívoro de estrutura leve com uma longa cauda e uma cabeça relativamente pequena. Seu comprimento é estimado em 3 a 6 metros, e sua altura do quadril em mais de 1,1 metros. Pode ter pesado aproximadamente entre 210–350 quilogramas. Em espécimens grandes, inicialmente considerados como pertencente a um gênero separado, Frenguellisaurus, o crânio media 56 centímetros de comprimento. Espécimens menores possuíam crânios de aproximadamente 30 centímetros de comprimento.

### Crânio
Herrerasaurus tinha um crânio estreito e longo que não possuía a grande maioria das especializações que caracterizavam dinossauros mais tardios, e mais se assemelhava ao crânios de Archosauria mais primitivos como  o Euparkeria. Ele tinha cinco pares de fenestras temporais (aberturas no crânio) em seu crânio, dois desses pares eram para  os olhos e para as narinas. Entre os olhos e as narinas existiam duas fenestras anterorbitais e um pequeno par de buracos no formato de fendas de aproximadamente 1 centímetro de comprimento chamadas de fenestras promaxilares. Atrás dos olhos havia grandes fenestras infratemporais. Essas fenestras reduziam o peso do crânio.
Herrerasaurus tinha uma junta flexível na mandíbula inferior que podia deslizar para trás e para frente e que permitia uma mordida agarradora. Essa especialização cranial é incomum entre dinossauros mas evoluiu de forma independente em lagartos. A parte traseira da mandíbula inferior também possuía fenestras. As mandíbulas eram equipadas com dentes grandes e serrilhados para morder e comer carne, e seu pescoço era delgado e flexível.

### Membros

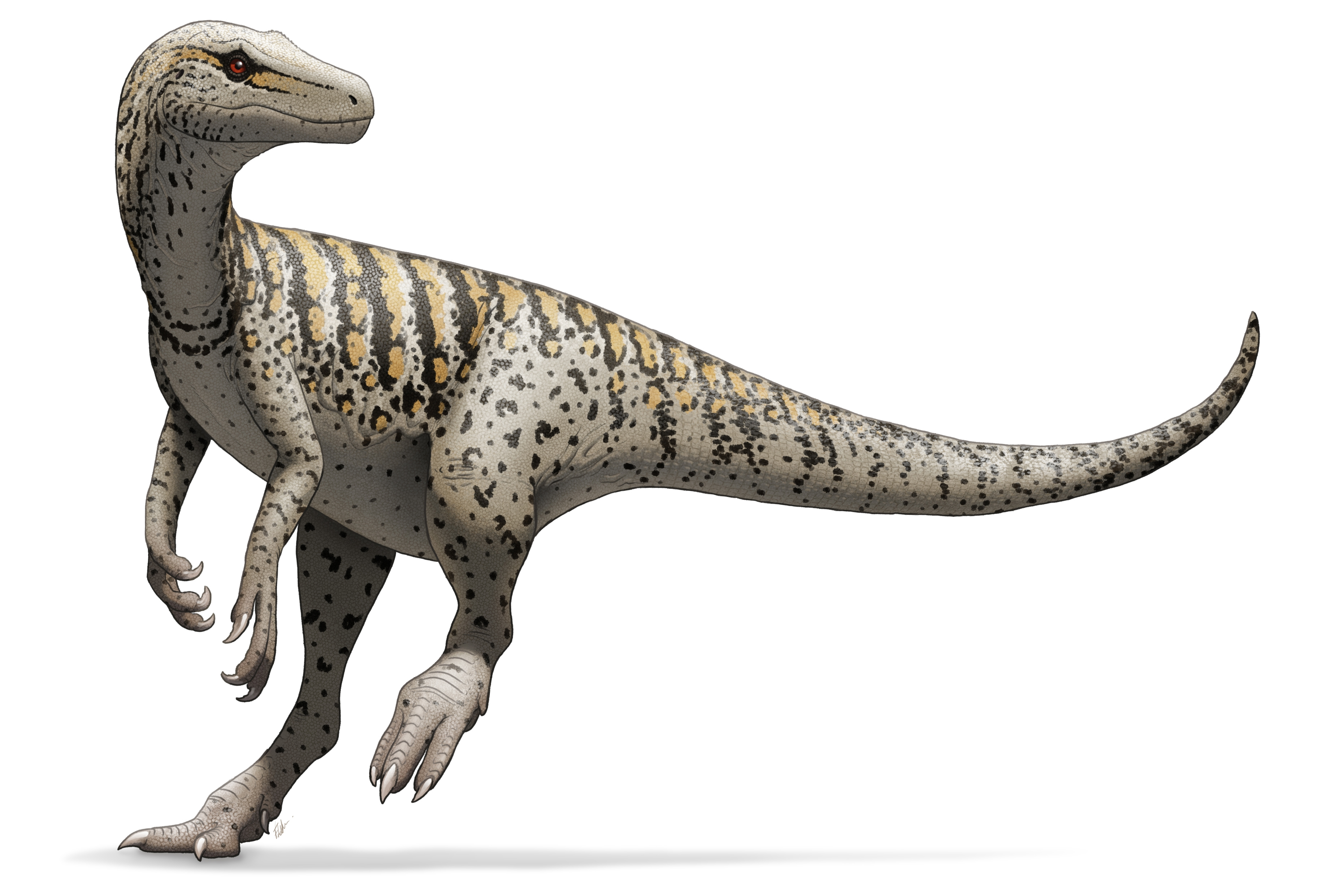
Ilustração artística

Os membros anteriores do Herrerasaurus eram menores do que a metade do comprimento de seus membros posteriores. O úmero e o antebraço eram bem pequenos, enquanto que suas manus eram alongadas. Os primeiros dois dedos e o dedão terminavam em garras curvas e afiadas que eram usadas para capturar presas. O quarto e quinto digito eram pequenos tocos sem garras.
Herrerasaurus era completamente bípede. Ele possuía membros posteriores fortes com coxas pequenas e patas longas, indicando que ele provavelmente era um corredor ágil. Seu pé tinha cinco dedos, mas somente os três do meio (dígitos II, III, IV) suportavam seu peso. Os dedos exteriores (I e V) eram pequenos; o primeiro dedo tinha uma pequena garra. A cauda, parcialmente endurecida pela sobreposição das projeções vertebrais, balanceava o corpo e também era uma adaptação para velocidade.

### Características derivadas e basais
Herrerasaurus é de certa forma um enigma no sentido de que apresenta características que são encontradas em diferentes grupos de dinossauros, e várias características que são encontradas em arcossauros não dinossaurianos. Embora compartilhe a maioria de suas características com dinossauros, algumas diferenças existem, particularmente o formato de seu quadril e dos ossos de suas pernas. Sua pélvis é semelhante à de dinossauros saurisquianos, mas ele possuí um acetábulo ossudo (onde o fémur se encontra com a pélvis) que é somente parcialmente aberto. O ílio, o osso principal do quadril, é suportado somente por dois sacros, uma característica basal.  Apesar disso, a púbis aponta para trás, uma característica derivada vista em aves e dromaeosauridae. Além disso, o fim da púbis tem um formato de bota, como visto em avetheropodes;  e o corpo da vértebra tem um formato de ampulheta como encontrado em alossauros.

## Classificação
O Herrerasaurus deu seu nome a sua família, Herrerasauridae (por Benedetto em 1973), um grupo similar de animais do triássico superior que estão entre os membros mais antigos da radiação evolucionária dinossauriana. Novas (1992) definiu os Herrerasauridae, como Herrerasaurus, Staurikosaurus e seu ancestral comum mais recente. Sereno (1988) definiu o grupo como um clado mais inclusivo incluindo H. ischigualastensis mas não o Passer domesticus. Langer (2004) forneceu a primeira definição filogenética de um táxon de nível superior, a infraordem Herrerasauria.
Onde o Herrerasaurus e seus parentes próximos jazem no início da árvore evolucionário dos dinossauros não é ainda certo. A maior parte da análise feita no século XXI concluiu que eles são terópodes basais, embora eles possam representar saurísquios basais  ou até não dinossauros, pré-datando a separação entre saurísquios e ornitísquios. A maioria das análises, como as de Sterling Nesbitt e colegas (2009, 2011), concluíram que o Herrerasaurus e seus parentes eram terópodes bem basais. Outros (como Ezcurra 2010) encontraram indicações de que eles possam ser do clado Eusaurischia, ou seja, mais próximos da base da árvore dos saurísquios do que terópodes verdadeiros e Sauropodomorpha, mas não sendo um membro de nenhum dos dois grupos. A situação é ainda mais complicada devido as incertezas em correlacionar as idades dos leitos Triássicos que possuem animais terrestres.

### Gêneros relacionados
Outros membros do clado podem incluir o Eoráptor, proveniente da mesma Formação de Ischigualasto na Argentina que o Herrerasaurus foi encontrado, o estauricossauro da Formação Santa Maria no sul do Brasil, o chindessauro da parte superior da Floresta Petrificada do Arizona, e possivelmente o Caseosaurus  da Formação do Grupo Dockum no Texas, embora o parentesco entre esses animais não seja completamente compreendido, e nem todos os paleontólogos concordam com a natureza de seus relacionamentos. Outros possíveis terópodes basais, como o Alwalkeria da Formação Maleri na Índia durante o Triássico tardio, e o Teyuwasu, conhecido a partir de restos muito fragmentados do Triássico tardio do Brasil, também podem ser aparentados. Paul (1988) notou que o estauricossauro pricei havia sido incorretamente sugerido como um Herrerasaurus juvenil. Essa alegação foi refutada quando os ossos pélvicos de um Herrerasaurus juvenil foram encontrados, e que após examinação não era similar aos ossos pélvicos do estauricossauro.

### Característica anatômicas distintivas
Um diagnóstico é uma declaração das características anatômicas de um organismo (ou grupo) que o distingue coletivamente de todos os outros organismos. Algumas, mas não todas as características em um diagnóstico também são autapomórficas. Uma autapoformia é uma característica anatômica distintiva que é única a um dado organismo ou grupo.
De acordo com Novas (1993), o Herrerasaurus pode ser distinguido baseado nas seguintes características:
- A presença de uma fenestra pré-maxilar-maxilar, e a parte dorsal da fenestra laterotemporal é inferior a um terço da largura da parte ventral
- A presença de uma crista na superfície lateral do osso jugal, e uma fossa supratemporal profundamente incisiva
- O processo vental escamosal subquadrado possuí uma depressão lateral, e o osso quadradojugal se sobrepõe com a face quadrada póstero-dorsal
- O processo pterigoideal do quadrado possuí uma margem ventral virada para dentro e em forma de cocho, e a presença de um processo dental póstero-dorsal fino e com nervuras
- O osso surangular possui um processo anterior bifurcado para articulação com o processo dental póstero-dorsal
- O  tubérculo interno do úmero é proximalmente projetado e separado da cabeça do úmero por um sulco profundo
- Possuí mãos grandes, que constituem 60% do tamanho do úmero mais o rádio, e o epicôndilo do úmero tem aparência rígida com depressões anteriores e posteriores
- A borda posterior do ílio pedúnculo forma uma ângulo reto com a borda dorsal do eixo do ísquio

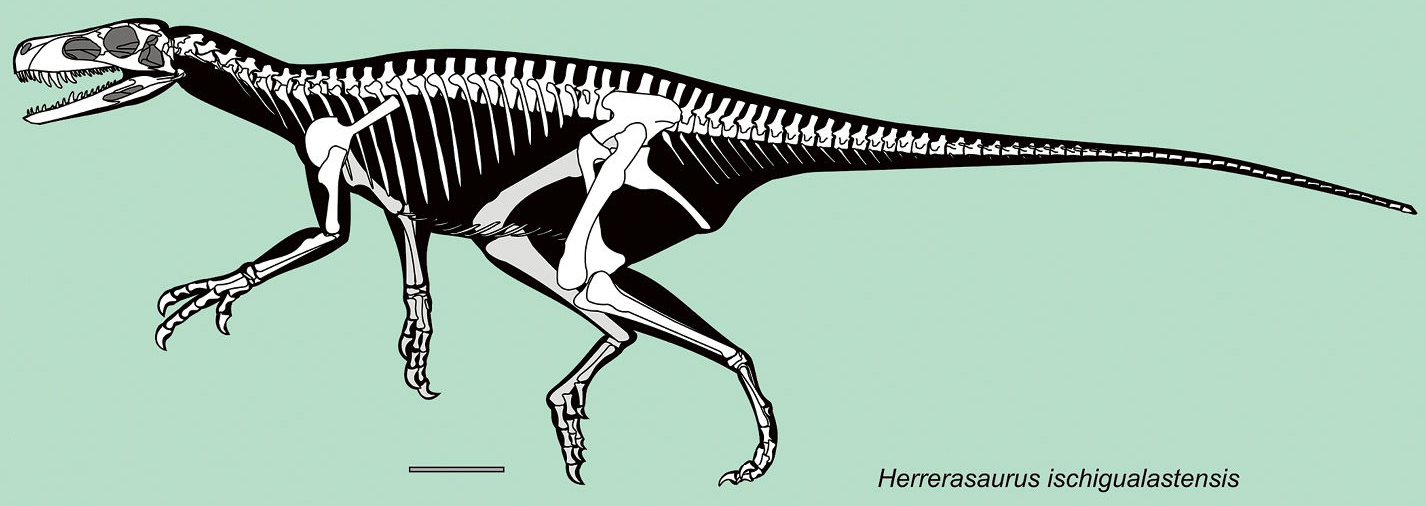
Restauração do Esqueleto

De acordo com Sereno (1993), o Herrerasaurus pode ser distinguido baseado nas seguintes características, todas as quais não são conhecidas em outros Herrerasauridae:
- Um buraco circular está presente no epicôndilo do úmero, uma característica também presente no Saturnalia
- Um Côndilo ulnar umeral no formato de sela, e uma superfície articular convexa do osso piramidal e da ulna
- A superfície articular do osso piramidal é menor do que o da ulna, uma característica desconhecida em Staurikosaurus e Sanjuansaurus
- O os centrale é localizado distalmente em relação ao rádio
- Um largo processo subnarinal da premaxila, e uma depressão supratemporal larga (notada por Sereno e novas, 1993)[28]
- Os tubos basais do côndilo occipital são subiguais em largura (notado por Sereno e Novas, 1993)[28]

## História

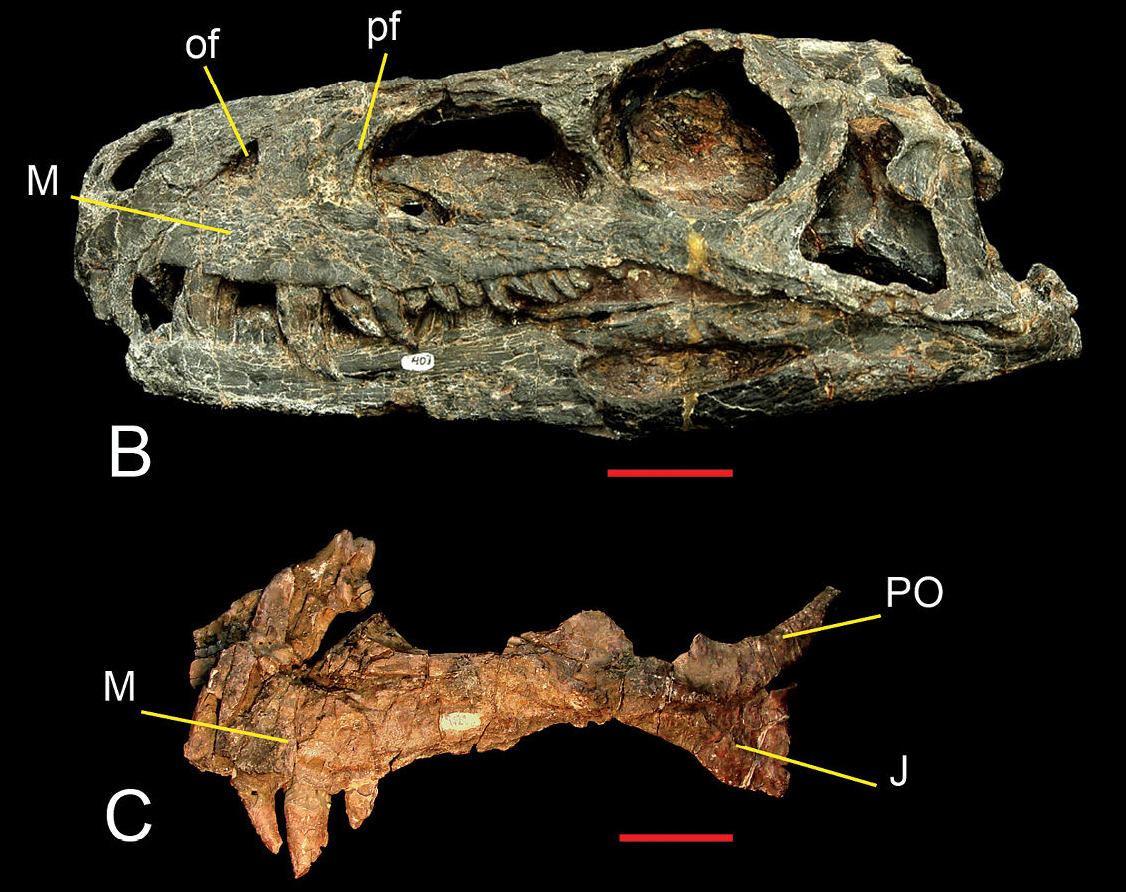
Primeiro crânio conhecido, espécimen PVSJ 407, e o maxilar esquerdo de PVSJ 053

Herrerasaurus foi nomeado pelo paleontólogo Osvald Reig em homenagem a Victorino Herrera, um pastor de cabras andeano que foi o primeiro a notar os fósseis em afloramentos perto da cidade de San Juan em 1959. Essas rochas, onde mais tarde o Eoráptor seria encontrado, são parte da Formação de Ischigualasto e são datadas do estágio Ladiniano tardio ou do início do estágio Carniano do período Triássico tardio. Reig, na mesma publicação do Herrerasaurus, nomeou um segundo dinossauro encontrado nas rochas; este dinossauro, o Ischisaurus cattoi, é hoje considerado uma sinonímia júnior e um juvenil do Herrerasaurus.
Reig acreditava que o Herrerasaurus era um exemplo de carnosauria antigo, mas este foi o assunto de muito debate nos próximos 30 anos, e durante este tempo o gênero seria reclassificado várias vezes. Em 1970, Steel classificou o  Herrerasaurus como um Sauropodomorpha. Em 1972, Peter Galton classificou o gênero como inclassificável além dos Saurísquios. Posteriormente, usando  análise cladística, alguns pesquisadores colocaram o Herrerasaurus e o estauricossauro na base da árvore evolucionária dos dinossauros, antes da separação entre os Ornitísquios e os Saurísquios. Vários pesquisadores classificaram os restos como não-dinossaurianos.
Mais dos esqueletos parciais, com material craniano, foram nomeados de Frenguellisaurus ischigualastensis por Fernando Novas em 1986, mas esta espécie é atualmente considerada como uma sinonímia. O Frenguellisaurus ischigualastensis foi descoberto em 1975, e foi descrito por Novas (1986) que o considerou um saurísquio primitivo, e possivelmente um terópode. Novas (1992) e Sereno e Novas (1992) examinaram os restos do Freguellisaurus e concluíram que ele poderia ser referido ao Herrerasaurus. O  Ischisaurus cattoi foi descoberto em 160 e descrito por Reig em 1963. Novas (1992) e Sereno e Novas (1992) analisaram seus restos e concluíram que eles poderiam ser referidos ao Herrerasaurus.

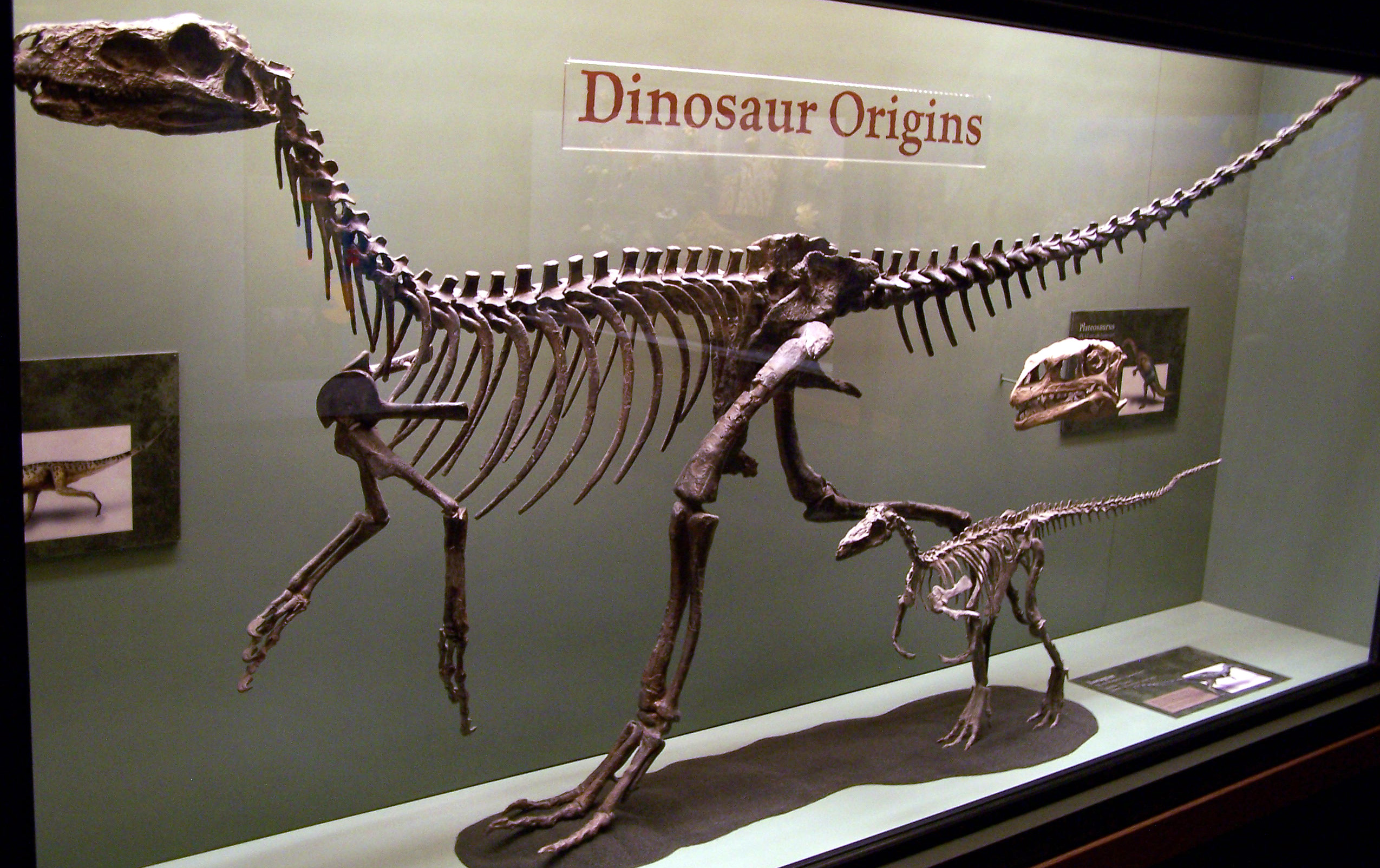
Os esqueletos do Herrerasaurus e do Eoráptor

Um crânio completo do Herrerasaurus só foi encontrado em 1988 por um time de paleontólogos liderados por Paul Sereno. Baseado nos novos fósseis, autores Thomas Holtz e José Fernando Bonaparte classificaram o Herrerasaurus na base da árvore saurisquiana, antes da divergencias entre terópoda e lateosauridae. Entretanto, Sereno favoreceu classificar o Herrerasaurus (e consequentemente os Herrerasauridae) como terópodas primitivos. Essa duas classificações se tornaram as mais persistentes, com Rauhut (2003) e Bittencouurt e Kellner (2004)) favorecendo a hipótese do terópoda tardio, enquanto que Max Langer (2004), Langer e Benton (2006), e Randal Irmis e seus co-autores (2007) favorecem a hipótese do saurisquiano basal. Se o Herrerasaurus é de fato um teropóda, isso indicaria que teropódas, sauropodomorphas e ornitísquios divergiram mais cedo do que os  Herrerasauridae, antes da metade do Carniano, e que "as três linhagens evoluíram independentemente várias características dinossaurianas, como uma junta de tornozelo mais avançada ou um acetábulo aberto". Tal linha de visão é ainda mais suportada por registros icnológicos que mostram grandes pegadas de três dedos que só podem ser atribuídas a dinossauros terópodas. Tais pegadas datam do Ladiniano (Triássico Médio) e foram encontradas na Formação Los Rastros na Argentina e são de 3 a 5 milhões de anos mais antigas que o Herrerasaurus.
O estudo dos primeiros dinossauros como o Herrerasaurus e o Eoráptor possuí implicações importantes para o conceito de dinossauro como um grupo monofilético (um grupo que descende de um ancestral comum). A monofiletia dos dinossauros explicitamente proposta em 1970 por Galton e Robert T. Bakker, que compilaram uma lista de sinapomorfias craniais e poscraniais (caracteres anatômicos comuns derivados de um ancestral comum). Autores subsequentes propuseram sinapomorfias adicionais. Um extensivo estudo do Herrerasaurus realizado por Sereno em 1992 sugere que das sinapomorfias propostas, somente um caractere cranial e sete caracteres poscraniais são realmente derivadas de um ancestral comum, e que as outras podem ser atribuídas a evolução convergente. A análise de Sereno sobre o Herrerasaurus levou ele a também sugerir várias novas sinapomorfias dinossaurianas.

## Paleoecologia

### Proveniência e ocorrência
O holótipo do Herrerasaurus (PVL 2566) foi descoberto no Membro Cancha de Bonchas da Formação de Ischigualastro em San Juan, Argentina. Ele foi coletado em 1961 por Victorino Herrera, em sedimentos que foram depositados no estágio Carniano do período Triássico, há aproximadamente 235 a 221 milhões de anos. Ao longo dos anos, a Formação Ischigualasto produziu outros fósseis que  foram finalmente referidas como Herrerasaurus. Em 1958, A.S. Romer descobriu espécimen MCZ 7063, originalmente referido como um estauricossauro em sedimentos carnianos. Os espécimens de Herrerasaurus PVL 2045 e MLP(4)61, foram coletados em 1959 e 1960, respectivamente, em sedimentos que foram depositados no estágio Noriano do período Triássico, há aproximadamente 228 a 208 milhões de anos. Em 1960, Scaglia coletou espécimen MACN 18.060, originalmente o holótipo do  Ischisaurus cattoi, em sedimentos depositado no estágio carniano. Em 1961, Scaglia coletou outro espécimen de Herrerasaurus, PVL 2558, nos leitos Carnianos da formação. Em 1990. O Membro Cancha de Bonchas produziu mais  espécimens de Herrerasaurus, também proveninetes dos leitos Carnianos. Espécimen PVSJ 53, originalmente o holótipo do Frenguellisaurus foi coletado por Gargiulo & Oñate em 1975, em sedimentos que foram depositados no estágio Carniano.

### Fauna e habitat

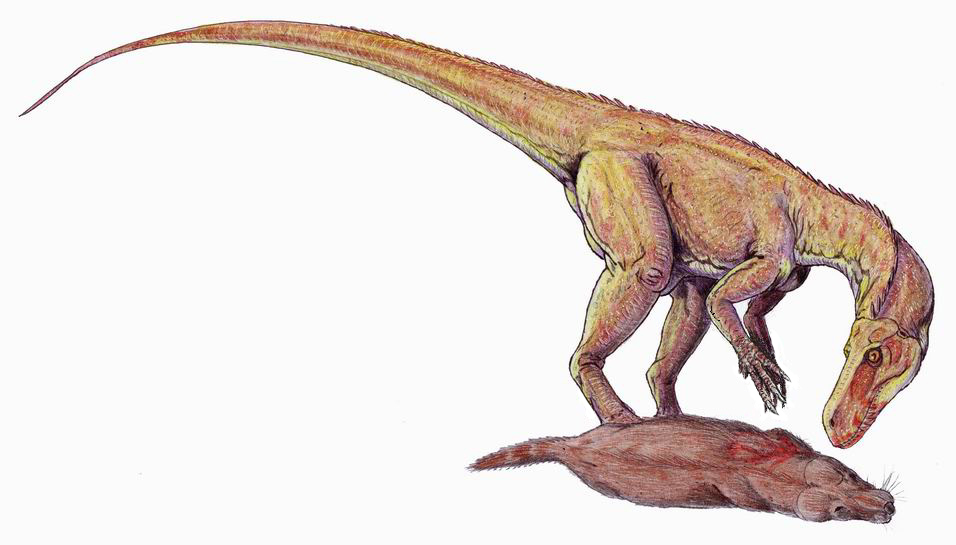
Uma ilustração artística; alimentando-se de um pequeno synapsida

Apesar da semelhança entre o formato do corpo do Herrerasaurus e dos grandes dinossauros carnívoros, viveu durante uma época em que os dinossauros eram pequenos e insignificantes. Tal época, além de ter sido dominada por répteis não dinossaurianos, e não por dinossauros, foi um grande ponto de mudança na ecologia do planeta Terra. A fauna vertebrada da Formação de Ischigualasto e a marginalmente mais antiga Formação de Los Colorados, consistia principalmente de uma variedade de synapsidas e arcossauros crurotarsi. Na Formação de Ischigualasto, os dinossauros constituem somente 6% do número total de fósseis, mas ao redor do final do Período Triássico, os dinossauros estavam tornando-se os grandes animais terrestres dominantes, e os outros arcossauros e synapsidas declinaram em variedade e números.
Estudos sugerem que o peloambiente da Formação de Ischigualasto era uma planície vulcanicamente ativa coberta por florestas e sujeita a fortes chuvas sazonais. O clima era úmido e quente, embora sujeito a variações sazonais. A vegetação consistia de samambaias (Cladophlebis), cavalinhas, e coníferas gigantes (Protojuniperoxylon). Estas plantas formavam florestas rasteiras ao longo dos leitos de rios. Os restos de Herrerasaurus parecem ter sido o mais comum entre os carnívoros da Formação de Ischigualasto. Viveu nas florestas da América do Sul no Triássico Tardio, ao lado de outros dinossauros antigos, como o dinossauro de um metro de comprimento, o Eoráptor, e também Saurosuchus, um grande rauisuchia terrestre (um quadrúpede comedor de carne com crânio similar a de um terópode); o venaticosuchus que era vagamente similar mas menor (um ornithosuchidae ), e o terápsida predatório conhecido como chiniquodontidae.  Os herbívoros eram muito mais abundantes que os carnívoros e eram representados por rincossauros como o hyperodapedon(um réptil com bico); o aetosauros (répteis com a espinha encouraçada); e terapsídas, incluindo Kannemeyeriidae Dicynodontias (animais quadrupedes atarracados com um bico frontal pesado) como o Ischigualastia e traversodontes cinodontes (similares ao Dicynodontias, mas não possuindo um bico) como o Exaeretodon. Esses herbívoros não dinossaurianos eram muito mais abundantes que os mais antigos dinossauros ornitisquianos como, por exemplo o pisanossauro.

## Paleobiologia

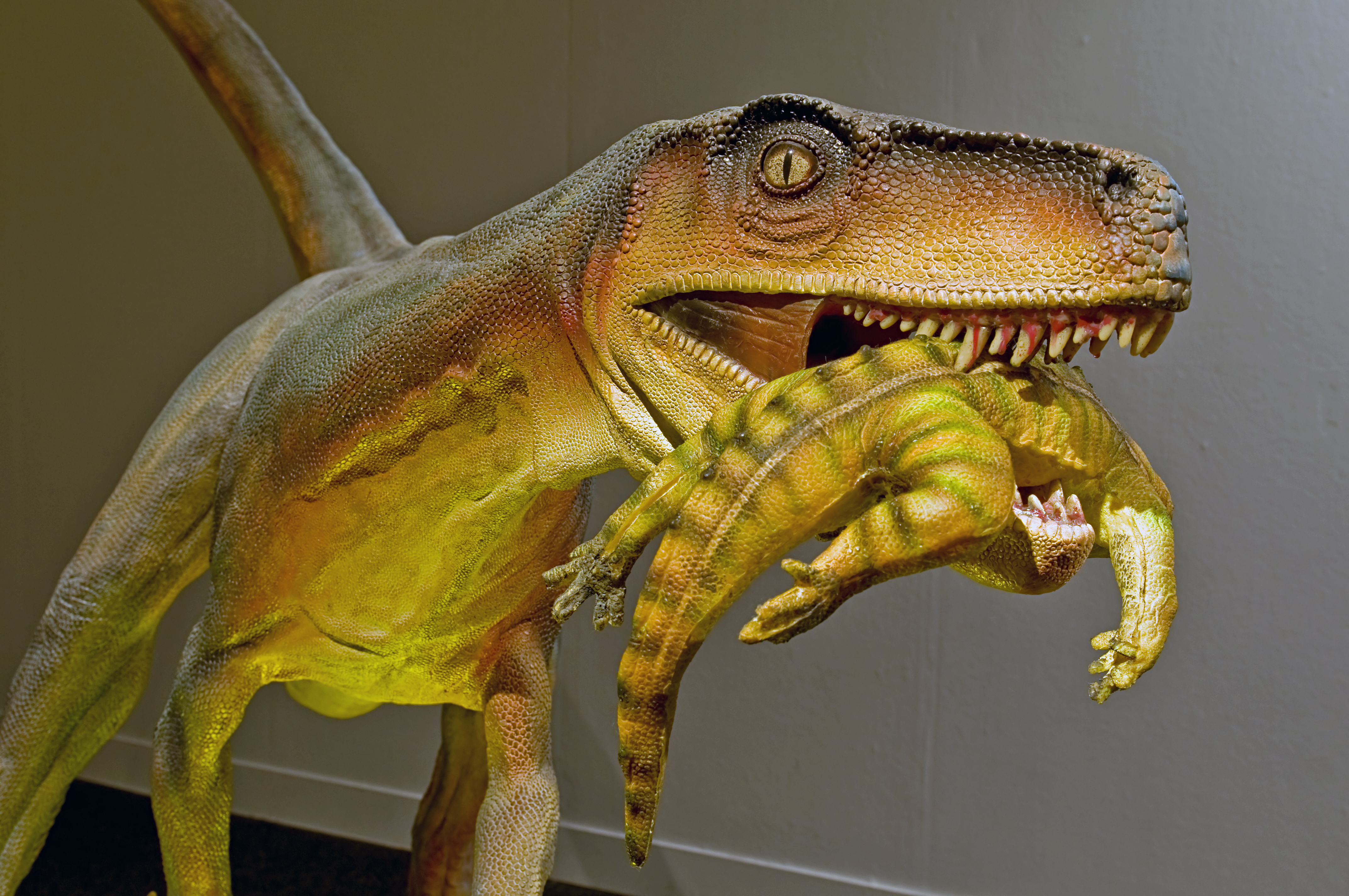
Modelo de um Herrerasaurus ischigualastensis com sua caça

Os dentes do Herrerasaurus indicam que ele era carnívoro; seu tamanho sugerindo que ele caçaria herbívoros de porte médio ou pequeno. Entre suas presas poderiam estar incluídos outros dinossauros, como o pisanossauro, ou os mais abundantes rincossauro e synapsidas. O Herrerasaurus em si pode ter sido presa de gigantes rauisuchias como o saurosuchus; ferimentos de perfuração foram encontrados no crânio de um espécime.
Coprólitos (fezes fossilizada) contendo pequenos ossos mas sem traço de fragmentos de plantas, descobertos na Formação de Ischigualasto; vem sendo atribuídas ao Herrerasaurus baseado na abundancia de seus fósseis na região. Análises químicas e mineralógicas destes cropólitos indica que se a atribuição ao Herrerasaurus estiver correta, este carnívoro tinha a capacidade de digerir ossos.
Comparações entre os anéis escleróticos do Herrerasaurus e o de pássaros modernos e de répteis sugere que ele possa ter sido catemerais, ativos durante o dia em pequenos intervalos.

### Paleopatologia
Em um estudo de 2001 conduzido por Bruce Rothschild e outros paleontologistas, 12 ossos de mãos e 20 ossos de pés referentes ao  Herrerasaurus foram examinados por sinais de fratura por estresse, mas nenhum foi encontrado.
PVSJ 407, um espécimen de Herrerasaurus ischigualastensis possuía um buraco em seu osso craniano atribuído por Paul Sereno e Novas a uma mordida. Dois buracos adicionais foram observados no esplenial. As áreas ao redor dos buracos estavam inchadas e porosas, sugerindo que os ferimentos foram afligidos por uma infecção curta e não letal. Devido ao ângulo de do tamanho da mordida, é provável que os ferimentos foram obtidos em uma luta com outro Herrerasaurus.